# United of Thanlyin Football Club
O United of Thanlyin Football Club é um clube de futebol com sede em Thanlyin, Myanmar. A equipe compete no Campeonato Birmanês de Futebol.

## História
O clube foi fundado em 2015.